# Drunk in Love
"Drunk in Love" là một bài hát của nữ ca sĩ người Hoa Kỳ Beyoncé hợp tác với chồng của cô ấy, rapper Jay-Z. Bài hát được sáng tác bởi Detail, Andre Eric Proctor, Rasool Diaz, Fragment, Brian Soko, Timbaland, Jerome Harmon, và Boots cho album phòng thu thứ năm của Beyoncé mang chính tên cô ấy vào năm 2013. Columbia Records đã phát hành "Drunk in Love" dưới dạng một đĩa đơn từ Beyoncé vào 17 tháng 12 năm 2013. Bài hát thuộc thể loại trap, beats và âm thanh của bass.

## Xếp hạng

### Xếp hạng tuần
| Bảng xếp hạng (2013–14)                  | Vị trí cao nhất |
| ---------------------------------------- | --------------- |
| Australia (ARIA)                         | 22              |
| Australia Urban (ARIA)                   | 5               |
| Belgium (Ultratop Flanders)              | 13              |
| Belgium (Ultratop Flanders Urban)        | 4               |
| Belgium (Ultratop Wallonia)              | 23              |
| Canada (Canadian Hot 100)                | 23              |
| Cộng hòa Séc (Rádio Top 100)             | 83              |
| Denmark (Tracklisten)                    | 15              |
| Europe (Euro Digital Songs)              | 8               |
| Finland (The Official Finnish Charts)    | 19              |
| France (SNEP)                            | 9               |
| Germany (Media Control Charts)           | 70              |
| Ireland (IRMA)                           | 10              |
| Israel (Media Forest)                    | 4               |
| Japan (Billboard Japan Hot 100)          | 92              |
| Netherlands (Mega Single Top 100)        | 39              |
| New Zealand (Recorded Music NZ)          | 7               |
| Scotland (Official Charts Company)       | 13              |
| Slovakia (Rádio Top 100)                 | 46              |
| South Africa (EMA)                       | 1               |
| South Korea International Singles (Gaon) | 25              |
| Sweden (Sverigetopplistan)               | 16              |
| Switzerland (Schweizer Hitparade)        | 40              |
| Anh Quốc (OCC)                           | 9               |
| UK R&B (Official Charts Company)         | 3               |
| Hoa Kỳ Billboard Hot 100                 | 2               |
| Hoa Kỳ Dance Club Songs (Billboard)      | 12              |
| Hoa Kỳ Hot R&B/Hip-Hop Songs (Billboard) | 1               |
| Hoa Kỳ Pop Airplay (Billboard)           | 13              |
| Hoa Kỳ Rhythmic (Billboard)              | 1               |

### Xếp hạng cuối năm
| Bảng xếp hạng (2014)                 | Vị trí cao nhất |
| ------------------------------------ | --------------- |
| Australia Urban (ARIA)               | 24              |
| Belgium (Ultratop Flanders)          | 72              |
| Belgium (Ultratop Flanders Urban)    | 13              |
| Belgium (Ultratop Wallonia)          | 77              |
| Canada (Canadian Hot 100)            | 93              |
| France (SNEP)                        | 47              |
| Sweden (Sverigetopplistan)           | 86              |
| UK Singles (Official Charts Company) | 57              |
| US Billboard Hot 100                 | 35              |
| US Hot R&B/Hip-Hop Songs (Billboard) | 7               |
| US Rhythmic (Billboard)              | 15              |

## Chứng nhận
| Quốc gia                                                                           | Chứng nhận  | Số đơn vị/doanh số chứng nhận |
| ---------------------------------------------------------------------------------- | ----------- | ----------------------------- |
| Úc (ARIA)                                                                          | Bạch kim    | 70.000^                       |
| Canada (Music Canada)                                                              | Bạch kim    | 0*                            |
| Italy (FIMI)                                                                       | Vàng        | 25,000                        |
| New Zealand (RMNZ)                                                                 | Platinum    | 15,000*                       |
| Anh Quốc (BPI)                                                                     | Vàng        | 550,000                       |
| Hoa Kỳ (RIAA)                                                                      | 3× Bạch kim | 3,000,000^                    |
| Streaming                                                                          |             |                               |
| Đan Mạch (IFPI Đan Mạch)                                                           | Bạch kim    | 2,600,000^                    |
| * Chứng nhận dựa theo doanh số tiêu thụ. ^ Chứng nhận dựa theo doanh số nhập hàng. |             |                               |

## Lịch sử phát hành
| Quốc gia | Ngày                 | Định dạng             | Nhãn             |
| -------- | -------------------- | --------------------- | ---------------- |
| Hoa Kỳ   | 17 tháng 12 năm 2013 | phát thanh trên radio | Columbia Records |